# 5-й Березівський провулок (Житомир)
5-й Березівський провулок — провулок в Богунському районі міста Житомира.

## Характеристики
Розташований на Мальованці. Бере початок з 7-го Березівського провулка. Завершується глухим кутом південніше перехрестя з 1-м Березівським провулком. Перетинається з 7-м Березівським провулком. Перехрестям з провулком завершується Жоржиновий проїзд.

## Історія
Провулок виник та отримав назву у 1959 році. До кінця 1960-х років провулок та його забудова сформувалися.